# Melilla Airlines
Melilla Airlines (nom commercial de Melilla Airways SL) est une agence de voyages espagnole basée à Melilla. Malgré ses dénominations sociales et commerciales, elle n'est pas certifiée en tant que compagnie aérienne par l'Agence nationale pour la sécurité aérienne d'Espagne mais utilise les avions, le certificat et les codes de la compagnie aérienne Aeronova dont elle revend ses vols. Melilla Airways SL a commencé ses opérations le 16 avril 2013.

## Historique
La société est créée le 16 avril 2013 par un groupe d'entrepreneurs de Melilla. Le conseil d'administration initial est composé de Salomon Benzaquen Cohen, Diego Robles Soldevila, Antonio Juan González Ramón, José Antonio Ramos Sáez, Salomon Meir Cohen Bengio, Antonio González Palomo, Said Mohamed Haddu et Pablo Carrero Segura.
Le premier vol a lieu le 3 mai 2013 entre Melilla et Málaga. En janvier 2015, Ángel Rondau, directeur général de Melilla Airlines, précise, à la suite d'annulation de vols, que sa compagnie sous-traite des vols à la compagnie aérienne Aeronova. Ce type d'organisation est courante en Europe, c'est aussi le cas à Melilla. En effet, deux autres compagnies qui y opèrent ont recours à cette sous-traitance : Air Europa avec Swiftair et Iberia avec Air Nostrum. Les passagers des vols annulés ont utilisé des vols d'Air Nostrum et d’Air Europa. Toutefois, la question se pose de la viabilité économique de Melilla Airlines. Or pour Javier Mateo, vice-ministre du Tourisme espagnol, il est essentiel pour Melilla de conserver trois compagnies aériennes,.
En février 2016, alors que Melilla Airlines n'apparait plus dans le registre du commerce, la société maintient son site Internet. Son directeur Ángel González, annonce des négociations avec une société danoise pour remplacer Aeronova, rachetée par Globalia, propriétaire d’Air Europa.